# サギ師リリ子
『サギ師リリ子』（サギしリリこ）は、2009年1月5日 - 4月3日にテレビ東京系Lドラ枠にて平日11:50から12:26（JST）に放送されていたテレビドラマ。全13週。

## 概要
人気小説をドラマ化し、平凡な主婦であったリリ子が「うそつき姫」と呼ばれる女詐欺師となり、仲間たちと気の毒な詐欺被害者になりかわり仕返しする様をコミカルかつスタイリッシュに描く。今作はLドラ第二作目となる。
早瀬久美は今作が31年ぶりのTV出演となった。
テレビ東京は制作費削減のため、Lドラ枠において2009年秋改編では新作を見送り、その代わり同年9月24日から12月25日まで同枠内で本作品の再放送 を行った。
BSジャパンでも2012年4月2日から6月22日まで月 - 金曜9:30 - 10:00に放送された。

## あらすじ
平凡な主婦として暮らしていたリリ子を陥れようと詐欺師グループが近づくが、リリ子が真実を知り堕落してゆく過程で彼女の「天性の嘘つき」の才能に気づいた詐欺師グループの面々は、リリ子の転落の様を見て気の毒に思い始める。

リリ子は「嘘つき姫」として詐欺師グループの仲間となり、自分を陥れた者たちへの復讐を皮切りに、あくどい詐欺の被害者に変わり仕返し・仕置きをしてゆくことに。

## キャスト
倉田（山下）リリ子
演 - 雛形あきこ
グリフター。父親は天才詐欺師だった。パーツモデル（手タレ）をしながら孝好と娘のかりんと幸せに暮らしていたが、事務所の菱川社長に関係を迫られ、これを断ったために菱川の報復で手に怪我を負わされ手タレの仕事を絶たれる。研介らに騙され財産を狙われるが、親友に裏切られ、夫は財産を持ち逃げして失踪。不幸のどん底にある中、嘘つきの才能を見出され詐欺師の仲間となる。詐欺師になって少し後に考好と離婚し、苗字を旧姓である倉田に変えた。仲間達からは「姫」と呼ばれている。
峯田研介
演 - 大浦龍宇一
裏情報屋。リリ子を騙そうと近づくが、彼女の才能を見出し仲間に引き入れる。表の顔は憲子と共同経営しているワインバーの昼の店主。料理上手でカレー作りに余念が無く、かりんに懐かれており、リリ子とも互いに惹かれあっていく。
松井憲子
演 - 東てる美
通称・おばちゃま。結婚詐欺師。リリ子を仲間に入れた後は彼女を娘のように可愛がる。表の顔は騙し取った土地で研介と経営するワインバーのママ。惚れっぽい性格で善吉に次いで金遣いが荒く、取引先の酒屋とのトラブル（主に仕入れなどに関する金銭面によるもの）が絶えない。
石嶋善吉
演 - 鶴田忍
通称・善さん。寸借詐欺を得意とする詐欺師。他にもスリや置き引きなども行ない、それらの手癖の悪さを活かしたスキミングも得意としている。金に目が無い上にギャンブル好きで、金が入るとすぐにホテルのスイートルームで寝泊りしたり、単身でラスベガスに渡ってカジノ三昧に明け暮れる為、メンバーの中でも群を抜いて金遣いが荒い。女性に対して一途になるという意外な一面をもっている。
倉田（山下）かりん
演 - 大和田萌
孝好とリリ子の娘で保育園児。口がうまく、幼いながらにグリフターとしての才能を現す。後にリリ子が親権を持った事で倉田姓になる。母だけでなく、娘のように接してくれる研介やリリ子不在時に自分の相手をしてくれる晴香にも懐いている。また、研介の作るカレーライスが大好き。
木村晴香
演 - 太宰美緒
元レースクイーン。菱川を騙すために偽事務員として雇われたが、その後に仲間に入る。子供との接し方が上手なのを見込まれ、リリ子が家を空ける際のかりんの世話を務める。
藤木ツトム
演 - 菅野篤海
ハッカー。他人を小馬鹿にする言動をとる。引きこもりがちだが、その腕前は天才的。研介を慕っている。終盤、研介らの説得に応じ、自分を追って監視とリリ子の手伝いでメンバーに加わっていた姉・優花に伴われてメンバーから脱退。
藤木優花
演 - 梅宮万紗子
ツトムの姉。家出した弟を迎えに来たが、ツトムが「今の暮らしを続けたい」と拒否したため、弟の監視も兼ねてリリ子の仕事を手伝うようになる。終盤、研介らの説得に応じたツトムを連れて行く形でメンバーを脱退。
山下孝好
演 - 井上康
リリ子の夫。リリ子の親友・真弓と不倫のあげく全財産を持ち逃げして駆け落ちする。だが、その途上で交通事故に遭って重傷を負い、車椅子生活を送ることになったのが元で不倫が会社に知れ渡ってしまい、会社上層部の不興を買う。最終的にリリ子の詐欺をフル活用した情報戦術によって離婚調停に大惨敗し、かりんの親権をリリ子に奪われる。追い打ちとばかりに会社から道東支社への左遷を受けたことで真弓に愛想を尽かされて逃げられたばかりか、それをリリ子に報告している隙を突いた善吉にスキミングをやられてクレジットカードを限度額まで引き出されてしまい、その返済を負わされることで止めを刺された。
田中真弓
演 - 中村千怜
リリ子の大学時代からの親友。リリ子を裏切り、孝好と不倫の果てに駆け落ちするが、その途上でわき見運転をしたために交通事故を起こして車を大破させ、病院通いを余儀なくされる。後に考好の左遷を知って愛想を尽かし、蒸発。
加藤鷹男
演 - デビット伊東
離婚調停のため孝好に雇われた弁護士。リリ子の詐欺を活かした巧みな情報戦術に大惨敗するが、第9週にも敵として再登場している。
倉田咲江
演 - 早瀬久美
リリ子の母親。リリ子が高校生のときに死去。本当は夫・寛治が詐欺師だと知っており、リリ子に災いが及ばないよう正体を告げないことを誓い、死ぬまでこれを守り通した。
謎の情報屋 / 倉田寛治
演 - 寺泉憲（特別出演）
石嶋と昔馴染みの情報屋。心臓に持病がある。正体はリリ子の実父で、研介の師匠でもある。

## ゲスト
第1週 「うそつき姫 誕生」 / 第1話「リリ子登場」
菱川敦也
演 - エド山口
モデル事務所社長で言動全てが絵に描いたような典型的セクハラ男。リリ子に関係を迫るも拒否され、その腹いせに怪我を負わせ手タレ生命を絶たせた。架空の金融会社社長になる。
誠
演 - 渡航輝
ホスト。女たらしで女性から散々金を巻き上げる。リリ子から架空の儲け話を聞かされ客たちから集金する。
丸石薫
演 - 鈴木美恵
リリ子の大学時代からの親友で夫と共に家具屋を経営。かつて自分の第一志望の銀行にリリ子が受かったことを妬み、入行式前日を狙ってリリ子の父親の横領事件を銀行に告発して、入行を取り消させた。その経緯から早い段階でリリ子を裏切っているが、本人はそれに対する罪悪感は全く持っておらず、「当然の事をした」と正当化している。
詐欺師に転向したリリ子の最初の犠牲者として、報復を受ける事となる。

第2週 「ジャンプ、ジャンプ、ジャンプ!」
里村こず枝
演 - 吉田真希子
勉強が出来ないことを理由に、娘である芽衣と葉子をたびたび虐待。昼は運送屋、夜はキャバクラで働く。藪田社長と失踪。
里村益男
演 - 斉藤文太
こず枝の夫で高校の用務員。娘達を連れ失踪。教育に熱を入れすぎるこず枝に嫌気がさし、藪田にこず枝を売るよう依頼。
里村葉子
演 - 松井りさ
こず枝の娘、小学生。
里村芽衣
演 - 内村つぐみ
こず枝の娘、かりんと同じ保育園に通う。
前川麻美
演 - 鈴木智絵
画伯の娘。益男とその娘たちと逃げた女。
薮田克己
演 - 井上純一
運送屋社長。こず枝の借金の相談にのるふりをし、こず枝を温泉地の売春バーに売る。

第3週 「テア・アップ」
遠矢礼子
演 - 宮下ともみ
元ミス日本、社長令嬢。父親の勧めで恋人と別れさせられて中北と婚約するが騙されていたことを憲子から知らされ協力。
江坂秀美
演 - かとうあつき
中北が学生時代から貢いでいたスナックのママ。憲子に復讐を依頼。
福西奈々
演 - 星野あかり
歯科助手、中北と交際し、体を使い顧客リストを盗む。憲子に復讐を依頼。
中北晃司
演 - 湯江健幸
礼子、秀美、奈々の三股をかけ、独立資金を貢がせていた歯科医師。
遠矢総一郎
演 - 石田太郎
礼子の父、会社社長。中北を気に入り娘の礼子と婚約させた。
鈴木
演 - 住田隆
総一郎によって別れさせられた、礼子の恋人。

第4週 「ウィーケスト・リンク」
上月千枝子
演 - 橘ゆかり
三ツ矢エージェンシー製作部長。善吉に一目ぼれされる。岸田から損害金3000万円を奪うよう依頼する。
岸田裕介
演 - 乃木涼介
千枝子の部下。8年前に転勤してきてから千枝子と不倫中。外部会社に業務内容をリークしている。
コンビニの店員
演 - 猫ひろし
善吉から寸借サギに合いそうになり善吉に怪我をさせる。
千枝子の部下
演 - 工藤あさぎ
祐介と不倫している。
岸田清美
演 - 小林音子
祐介の妻。

第5週 「ボス」
高木靖代
演 - 中村真知子
研介と顔なじみの独身OL。一軒家を購入し、婚約者と同居するが新居でミキの横暴に振り回され、婚約者に逃げられてしまう。ミキをどうにかして欲しいと依頼。
矢部ミキ
演 - 清水めぐみ
強引かつ自己中心的な性格で近所の主婦を束ねるボス主婦。その性格からトラブルを度々起こしていた。
矢部雅彦
演 - 冨家規政
ミキの夫。ミキの性格を嫌い常に避けている。小倉へ単身赴任の際に憲子と出かける。
雅彦の上司
演 - ブッチー武者
雅彦に転勤を薦める。
ヒサシ
演 - 斉藤陽一郎
売れない作家の卵、靖代のヒモ。リリ子たちから手に入れた家で暮らしだす。

第6週 「マークス」
遠藤沙織
演 - 有坂来瞳
「夫が痴漢をした」という内容で振込め詐欺に遭う。以後、姑からのいじめが悪化。姑を詐欺に遭わせたいと願う。
遠藤早季子
演 - 絵沢萠子
沙織の姑、リリ子が通う料理教室の主催者。子離れが完全に出来ておらず、息子である信也を溺愛しているため、沙織をいじめていた。振込め詐欺に遭った事をネタに執拗にいじめを繰り返す。
遠藤信也
演 - 渡辺航
沙織の夫で早季子の一人息子。親離れしていないマザコン。かつての交際相手だった夏子とも未練を持っていて密かに交際（というよりは完全に不倫）を続けている。鉄道員の制服まで揃えて、自室で着用するほどの鉄道マニアである。
相馬夏子
演 - 古川りか
派遣社員で料理教室の生徒。信也のかつての交際相手で信也同様、未だに未練を持っているため密かに関係を持っている。沙織が家を追われた事を知って狂喜し、彼女を離婚させるために暗躍するがリリ子達にこれを逆手に取られてしまう。しかも、振り込め詐欺の真犯人でもある。

第7週 「バッジ」
大神翔真
演 - 吉田翔
リリ子をつけまわす小学生。リリ子の正体を知っており、母親に仕置きをと頼み込む。
大神帆奈美
演 - 大西結花
翔真の母。スナックで働き、若い男をさまざまな手を使って騙す悪女。リリ子と関わった翔太を「邪魔者」として切り捨てるかのように絶縁する。
飯田真
演 - 竹原慎二
翔真の父、町工場で働く。

第8週 「ミッキー・フィン」
川松秋江
演 - 松井紀美江
憲子が韓流ショップで出会った女性。子供3人を残し家を出た英章を心配して憲子に依頼するが、実はその3人の子供の母親でありシングルマザー。自分の都合のいいように物事を動かし、依頼金を踏み倒すほどの狡猾さを持つ。これが災いして後に憲子の怒りと報復を受ける羽目になる。
川松英章
演 - 石井英明
秋江の弟。浮気相手の麗香の元に家出していた。しかし、これは秋絵の出まかせであり、実際は子供はおらず、麗香の家に行っていない。父親思いの孝行者で、寝たきりの父の世話をしていた。
竹浪麗香
演 - 矢部美穂
英章の浮気相手だが、実際は秋絵の出まかせで、英章とは接点がない。アパレル会社に勤務。都会的な生活に憧れるために借金をしている。
近藤
演 - 駒田徳広
麗香が勤める会社の部長。
キム
演 - 加瀬尊朗
韓流ショップ店員。秋江に貢がせていた。
川松の妻
演 - 舟木幸

第9週 「ゴールド&ダイヤ」
長瀬梅次郎
演 - 高橋元太郎
自殺しようとしていたところを健介に助けられリリ子の家に倒れこんできた老人。金地金詐欺にあい、老後の蓄えを失う。
堂本ひとみ
演 - 林美穂
梅次郎の娘。梅次郎とは縁を切っている。
富松
演 - 鈴木一功
悪徳宝石商。ゴト師の結城と組んであくどいサギを行っている。
結城
演 - 大村波彦
ゴト師、富松や弁護士の加藤と組んで詐欺をしている。善吉が逮捕されるよう仕組む。
堂本孝司
演 - 弓削智久
ひとみの夫。
刑事
演 - 重松収
富松、結城を連行していく刑事。

第10週 「パック・イット・イン」
成宮リキ
演 - 金山一彦
輸入中古車販売店経営。リリ子の初恋相手。婚約者の朋美が占いにはまっており、突然婚約破棄される。その事が契機となって経営が悪化、盗難車販売に手を染めてしまい夜逃げをする羽目に陥る。
珠室宋若
演 - 阿知波悟美
新珠教教祖。セミナーや印鑑販売などの悪徳霊感商法をしている。20年以上前、憲子に詐欺で裏切られた過去がある。
久保川朋美
演 - 朴璐美
リキの婚約者。極度の占いマニアで宗若からリキと別れろと言われ、言われるがままリキをあっさりふってしまう。
従業員
演 - 金田明夫
成宮リキが経営する輸入中古車販売店の従業員。

第11週 「罠」
小暮明子
演 - 大竹一重
アパレル会社を退職してスタイリストを目指すもすぐに挫折。両親を幼少時に病気で亡くしている影響か重度の健康オタク。元同僚のマキの健康を思い、リリ子と憲子に依頼を持ちかけるが、マキの夫・宏一とはかつて夫婦だった。
中村マキ
演 - 小島可奈子
アパレル会社に勤めるキャリアウーマン。最近結婚した夫に家事すら任せず全て一人でこなす。過労で倒れても制止を一蹴して仕事をとことんなまでに優先する、極度のワーカホリック。リリ子達を詐欺師と感覚的に見抜く。
中村宏一
演 - 貴山侑哉
マキの夫。マキとは最近結婚したばかりだが、実は以前、小暮明子と結婚し、離婚している。
三枝良介
演 - 小林健
リリ子を追い回す西部署捜査二課の刑事。

三枝玉子　
演 ‐ 川俣しのぶ
三枝刑事の母。
第12週 「ビッグ・ブロック」
沢田明日香
演　‐　広瀬有理亜
女子高生。
奈良橋からセクハラを受け、奈良橋を懲らしめたいとリリ子に依頼してくる。
奈良橋英男
演 ‐ 大高洋夫
女子高の数学教師。自身の立場を悪用し、生徒に淫行を行っている。
極度のシスコンで、姉と同居している。姉にはとにかく従順な男で、未だに独身。
奈良橋純子
演 ‐ 姿晴香
奈良橋の姉。ボランティアに身を捧げるクリスチャン。
極度のブラコンな上、弟と同様、未だに独身。
明日香の母　
演 ‐ 棟里佳
明日香を女手一つで育てている。
三枝良介
演 - 小林健
リリ子を追い回す西部署捜査二課の刑事。
三枝玉子
演 ‐ 川俣しのぶ
三枝刑事の母。

第13週（最終週） 「コンフィデンス・ゲーム」
根上典彰
演 - 見栄晴
セル・マトリックス社の主任研究員。現在まで独身。
メタボリック・シンドロームに関する研究で会社に利益をもたらしたが、会社側から報酬が支払われずに退職した。
根上節子
演 - 石井トミコ
根上の母。未だに子離れしていない。
リリ子達の秘密を握り、報酬を横取りしようとするなど図々しい性格。
田頭太一
演 - つじしんめい
マザーズ上場企業セル・マトリックス社会長（創業者）。愛人がいる。
享年61。
田頭淳樹
演 - 和泉宗兵
セル・マトリックス社社長。
親の七光りかつ無能という典型的な二代目社長。
殿岡伝左衛門
演 - 大久保鷹
岐阜の名士。リリ子達に二億円の運用を依頼。

## スタッフ
- 原作 - 『ルート246 華麗なる詐欺師・倉田梨り子』（著・藤村いずみ）
- 脚本 - 西岡琢也（第1,2,5,7,11,12,最終週）、村川康敏（第3,4,6,8 - 10週）
- 監督 - 児玉ヨシヒサ、新村良二ほか
- 音楽 - 上田益
- 音楽協力 - テレビ東京ミュージック
- 選曲 - 合田麻衣子
- 技術協力 - フォーチュン
- 照明協力 - Kカンパニー
- 美術協力 - KFライズ
- 編集・MA - BULL
- 衣裳 - 松竹衣裳 CPルーム
- ヘアメイクアップ - マービィ
- OP糸人形 - 人形劇団オレンジスカンク
- 車両 - 日本照明
- 装飾協力 - SUNLISE、バンダイ、キャラアニ、SOTEC、INAX、立川ブラインド、ギャラリー四季、エレコム、富士ゼロックス多摩、カルペディエム、TOSHIBA、アイホン、ハートリビングステーション、SEED、株式会社ケースリー、浅草御法度屋、ハートリビングステーション ほか
- 撮影協力 - 調布市、東京オーヴァル京王閣、club Ray、ワルン、つかもと歯科医院、北九州フィルム・コミッション、ソフトコンビニエンスBAKU、めんめんニイハオ、FLORIST LULU ほか
- 衣装協力 - リベラル、ジオン商事、皮の館、YOU BEE、東京ソワール、ミカレディ、FANNER、Tokyo Bloze、Jam Pixy、モードクイーン、スリムウォーズ、spperart's urtra se ほか
- プロデューサー - 瀧川治水（テレビ東京）、椿宜和
- チーフプロデューサー - 橋本かおり（テレビ東京）
- 製作 - テレビ東京、角川映画

## 主題歌
- 「Believer」イ・ドンゴン